# Gold Diggers of 1935
Gold Diggers of 1935 (bra: Mordedoras de 1935; prt: As Gold Diggers de 1935) é um filme musical estadunidense de 1935, do gênero comédia, dirigido e coreografado por Busby Berkeley, estrelado por Dick Powell, Adolphe Menjou, Gloria Stuart e Alice Brady, e co-estrelado por Hugh Herbert, Glenda Farrell e Winifred Shaw. As partituras musicais foram feitas por Harry Warren e as canções escritas por Al Dubin. O número musical mais conhecido é o famoso "Lullaby of Broadway". A canção (cantada por Winifred Shaw) ganhou o Oscar de melhor canção original.
O filme foi o quarto da série de filmes "Gold Diggers", depois do mudo "The Gold Diggers" (1923), o parcialmente perdido "Gold Diggers of Broadway" (1929), e "Gold Diggers of 1933" (1933).

## Sinopse
No resort de Lake Waxapahachie, a ostentosa Wentworth Plaza é onde todos os ricos se reúnem. O charmoso Dick Curtis (Dick Powell) tenta entrar em uma faculdade de medicina trabalhando como um balconista, e quando a rica e mesquinha Sra. Prentiss (Alice Brady) oferece pagá-lo para acompanhar sua filha Ann (Gloria Stuart) no verão, Dick pensa se deveria dizer sim ou não – até mesmo sua noiva, Arline Davis (Dorothy Dare) acha que ele deveria aceitar. Sra. Prentiss quer que Ann se case com o excêntrico milionário de meia-idade T. Mosley Thorpe (Hugh Herbert), que é um especialista de renome mundial em caixas de rapé, mas Ann tem outras ideias. Enquanto isso, seu irmão, Humbolt (Frank McHugh) tem uma grande fraqueza por rostos bonitos: ele foi casado e retirado de problemas por sua mãe várias vezes.
Todo verão, a Sra. Prentiss produz um show beneficente para o "Milk Fund", e para o espetáculo daquele ano, ela contrata o extravagante e conivente diretor de dança russo Nicolai Nicoleff (Adolphe Menjou) para dirigi-lo. A parcimoniosa Sra. Prentiss quer gastar o mínimo possível, mas Nicoleff e seu cenógrafo August Schultz (Joseph Cawthorn) querem ser o mais extravagantes que puderem, para que possam arrecadar mais dinheiro para si mesmos e para Louis Lampson, o gerente do hotel, e Betty Hawes (Glenda Farrell), estenógrafa do hotel, que está chantageando Thorpe.

## Elenco
- Dick Powell como Dick Curtis
- Adolphe Menjou como Nicolai Nicoleff
- Gloria Stuart como Ann Prentiss
- Alice Brady como Matilda Prentiss
- Hugh Herbert como T. Mosley Thorpe
- Glenda Farrell como Betty Hawes
- Winifred Shaw como Winny
- Frank McHugh como Humbolt Prentiss
- Joseph Cawthorn como August Schultz
- Grant Mitchell como Louis Lampson
- Dorothy Dare como Arline Davis

## Músicas
As partituras das músicas de "Gold Diggers of 1935" foram feitas por Harry Warren, com as letras escritas por Al Dubin. Os dois números de produção foram coreografados por Busby Berkeley.
1. "I'm Going Shopping with You" – cantada por Dick Powell para Gloria Stuart; esta é uma montagem de cenas de Stuart comprando de tudo, de lingerie a joias, para desgosto de sua mãe mesquinha, Alice Brady.
2. "The Words Are in My Heart" – este elaborado número de produção de Busby Berkeley utilizou 56 pianos de cauda brancos, que foram movidos pelo palco por dançarinos sob as conchas de piano, vestidos de preto.
3. "Lullaby of Broadway" – um dos números mais famosos de Busby Berkeley é na verdade um curta-metragem dentro do filme, que conta a história de uma "Broadway Baby" que se apresenta a noite toda e dorme o dia todo. O espetáculo abre com um close-up na cabeça da cantora Winifred Shaw contra um fundo preto, então a câmera puxa para trás e para cima, e a cabeça de Shaw se torna a Big Apple, em Nova Iorque. Enquanto todos correm para o trabalho, Shaw volta para casa da farra da noite e vai dormir. Quando ela acorda, naquela noite, ela e seu namorado (Dick Powell) são mostrados de clube em clube, com números elaborados de sapateado, até que ela é acidentalmente empurrada de uma varanda para a morte. A sequência termina com um retorno à cabeça de Shaw, enquanto ela canta o final da música.[6]

## Produção
"Gold Diggers of 1935" foi produzido nos estúdios da Warner Bros. em Burbank até 14 de janeiro de 1935, e foi lançado em 15 de março daquele ano. Durante a produção, um dançarino do coro, Jack Grieves, morreu no set devido a uma dispepsia.
O filme foi a primeira vez de Busby Berkeley no comando de um filme como diretor oficial, embora ele tivesse sua própria unidade na Warner para fazer os elaborados números de produção que ele projetava, encenava e dirigia, e que eram os principais elementos dos musicais da Warner naquela época.
"Gold Diggers of 1935" é mais lembrado pelo número "Lullaby of Broadway", o favorito pessoal de Berkeley, descrito como "a maior realização, e a mais madura expressão de sua arte". A sequência também apresenta algumas das mais precisas coreografias já filmadas.
Segundo o crítico e historiador Ken Wlaschin, o filme é um dos dez melhores da carreira de Dick Powell.

## Recepção
Em 1935, Mae Tinee, do Chicago Daily Tribune, afirmou: "No que diz respeito aos espetáculos, o presente Gold Diggers tem muito a oferecer. Há algumas conversas brilhantes e várias situações realmente divertidas". Na revisão do The New York Times naquele mesmo ano, Andre Sennwald escreveu: "A filmagem, em seus preparativos para os efeitos climáticos de Berkeley, é um entretenimento impetuoso e animado que permite que Adolphe Menjou e Hugh Herbert sejam razoavelmente divertidos".

### Bilheteria
De acordo com os registros da Warner Bros., o filme arrecadou US$ 897.000 nacionalmente e US$ 468.000 no exterior, totalizando US$ 1.365.000 mundialmente.

## Prêmios e indicações
Harry Warren e Al Dubin receberam um Oscar de melhor canção original por "Lullaby of Broadway", e Busby Berkeley foi indicado à cerimônia na categoria de melhor coreografia.
O filme é reconhecido pelo Instituto Americano de Cinema nas listas:
- 2004: 100 Anos...100 Canções
  - "Lullaby of Broadway" – Indicada[14]
- 2006: 25 Maiores Musicais do Cinema – Indicado[15]